# Famous in a Small Town
Famous in a Small Town è il secondo singolo della cantante country statunitense Miranda Lambert dall'album Crazy Ex-Girlfriend. Lanciato nell'aprile 2007, il singolo è, dopo "Gunpowder & Lead", quello che ha ottenuto più successo tra quelli lanciati dall'album: è arrivato sino alla posizione 87 della classifica delle canzoni americane. Il video musicale è ambientato a Shelbyville, nel Tennessee.

## Classifiche
| Classifica                       | Posizione massima |
| -------------------------------- | ----------------- |
| Canadian Top Country Songs       | 32                |
| U.S. Billboard Hot 100           | 87                |
| U.S. Billboard Hot Country Songs | 14                |